# Presho
Presho is een plaats (city) in de Amerikaanse staat South Dakota, en valt bestuurlijk gezien onder Lyman County.

## Demografie
Bij de volkstelling in 2000 werd het aantal inwoners vastgesteld op 588.
In 2006 is het aantal inwoners door het United States Census Bureau geschat op 637, een stijging van 49 (8,3%).

## Geografie
Volgens het United States Census Bureau beslaat de plaats een oppervlakte van
1,7 km², geheel bestaande uit land. Presho ligt op ongeveer 541 m boven zeeniveau.

## Plaatsen in de nabije omgeving
De onderstaande figuur toont nabijgelegen plaatsen in een straal van 40 km rond Presho.